# Ancistrus brevifilis
Espèce
Ancistrus brevifilis est une espèce de poissons-chats.
Il atteint une taille de douze centimètres. Il réside dans le rio Tuy au Venezuela.